# Basoko (territoire)
Pour les articles homonymes, voir Basoko.
 (juin 2019).
Si vous disposez d'ouvrages ou d'articles de référence ou si vous connaissez des sites web de qualité traitant du thème abordé ici, merci de compléter l'article en donnant les références utiles à sa vérifiabilité et en les liant à la section « Notes et références ».
Le territoire de Basoko est un entité administrative déconcentrée de la province de Tshopo en république démocratique du Congo.

## Géographie
Basoko, en abrégé BSK, est un poste situé au nord de l’équateur et semble former un triangle scalène (22 436 km2, soit plus de 1/3 de la Belgique ou plus ou moins 2/3 du Rwanda) dont la base, au sud, baigne entièrement dans le fleuve Congo tandis que les deux autres côtés, à l'est et l'ouest, sont arrosés partiellement et successivement par les rivières Lohale (drôlement appelé Aruwimi) et Itimbiri.

## Histoire

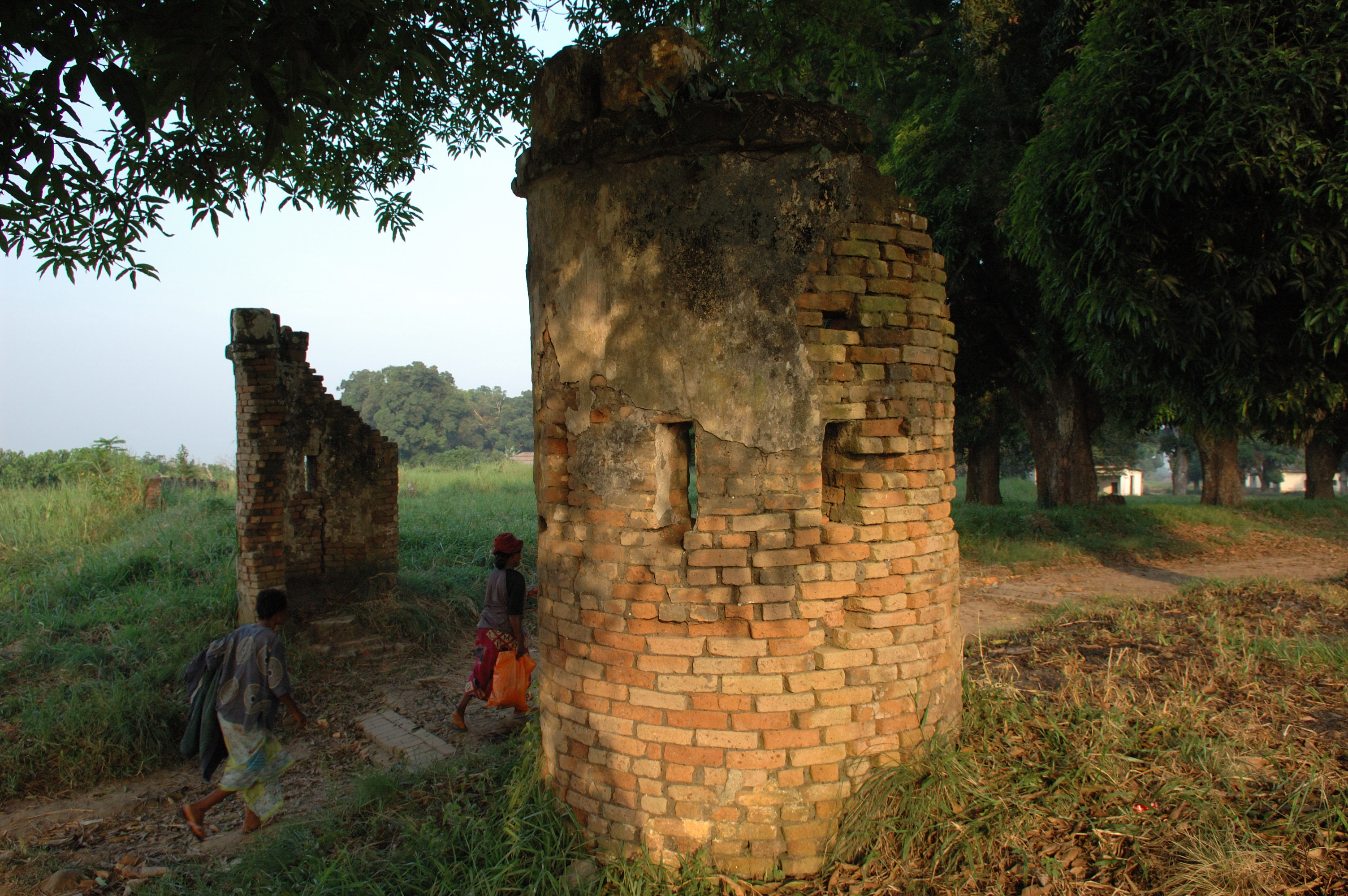
Reste de ruines de fortifications de brique (période coloniale)

## Environnement
Ce territoire s'inscrit dans l'une des plus grandes zones forestières tropicales du Monde, que le pays s'est engagé à conserver pour la biodiversité et pour son rôle stabilisateur du climat local et mondial. 
En 2022, une « coordination de la société civile », créée par les habitants de Basoko, a publié un mémorandum à l'attention de l'administrateur du territoire de Basoko, qui, au nom de la société civile, dénonce des intimidations du gouvernement provincial et des pratiques mafieuses et trafics d'influence soutenant deux atteintes graves à l'environnement et à la santé environnementale du peuple Mosoko :  
1. la déforestation (illégale selon les communautés locales) par des sociétés comme  FODECO, Congo Futur et SOFORMA, qui contribuent à la déforestation du bassin du Congo ; L’organisation écologiste RIAO-RDC et un collectif citoyen local dénoncent : « "l'exploitation sauvage du bois rouge et du bois bleu par la société FODECO dans la chefferie de Yaliwasa, les sociétés Congo Futur et SOFORMA dans le secteur de Mongandjo le long de la rivière Aruwimi et la société SODEFOR dans le secteur de Turumbu. En violation du moratoire, ces sociétés ont acquis la plupart de leurs concessions forestières quand Claude Nyamugabo était ministre de l'environnement. Elles exploitent systématiquement la forêt sans que la population n'en tire aucun bénéfice. Tout celui qui ose réclamer est réduit au silence. Même leurs travailleurs dans la forêt sont comme des esclaves. Pour ces sociétés, les droits de l'homme ne les concernent pas". »[2].
2. l’empoisonnement chronique de la rivières Aruwimi par la société minière Xiang Jiang Mining. Cette compagnie chinoise ne détient qu'un permis de recherche, mais selon la population exploite en réalité déjà l’or du lit de la rivière « de manière anarchique » et « détruisant les écosystèmes », sans étude d'impact, au moyen de six dragues qui opèrent en polluant l'eau ; selon ce mémorandum au moins trois espèces de poissons (Akpungu, muenda et Andelendele) ont complètement disparu, alors que des cas de maladies de peau se multiplient chez les populations riveraines qui n'ont comme seule source d'eau la rivière (seule source d'eau pour toutes les populations vivant jusqu’à l’embouchure du Tindaito)[1]. 
Le 14 aout 2021, Eve Bazaiba, vice-première ministre et ministre de l’environnement et dy développement durable a suspendu les travaux d’exploitations minières dans ce territoire [3], mais cette décision n’a pas été suivie d’effets selon le mémorandum ; 
Le 26 janvier 2022, Radio liberté à Basoko a cité le communiqué public de la vice-première ministre. Elle s'y voulait rassurante pour la population, lui demandant de surveiller les mouvements de sorties des six dragues hors du territoire de Basoki, et affirmait qu’aucune de ces dragues ne resterait après le 25 février 2022. Mais selon le mémorandum, la société minière chinoise (dont la sécurité est assurée sur le terrain par la Garde républicaine congolaise) n’a pas respecté cet engagement, exploite l'or alors qu'elle n'avait qu'un permis de prospection « qui d'ailleurs a expiré depuis longtemps »[2].

Ces atteintes à l'environnement se font avant qu'il y ait eu des études d'impacts préalable, et en contradiction avec les lois du pays, selon le mémorandum.
Les habitants ont aussi lancé une pétition intitulée « Nous disons NON à l’exploitation minière sur la rivière Aruwimi. » lancée en 2022 avec l'ONG Sauvons les forêts, appelant à l’aide la communauté internationale.

## Subdivisions
Le territoire est constitué de la commune de Basoko, trois chefferies et de cinq secteurs :
| Subdivision         | Statut    | Chef-lieu | Notes                    |
| ------------------- | --------- | --------- | ------------------------ |
| Basoko              | Commune   | Basoko    | 7 conseillers municipaux |
| Wahanga             | Chefferie |           | 8 groupements            |
| Yaliwasa            | Chefferie |           | 7 groupements            |
| Yamandundu          | Chefferie |           | 4 groupements            |
| Bangelema Mongandjo | Secteur   |           | 7 groupements            |
| Bomenge             | Secteur   |           | 2 groupements            |
| Lokutu              | Secteur   |           | 2 groupements            |
| Mobango Itimbiri    | Secteur   |           | 3 groupements            |
| Turumbu             | Secteur   |           | 2 groupements            |

## Population
Peuplé principalement par huit groupes éthiques parlant autant de dialectes différents. Basoko compte environ 300 000 habitants qui communiquent entre eux en lingala, l'une des quatre langues nationales de la RD Congo, et qui sont regroupés administrativement dans cinq secteurs (Bangelema/Mongadjo, Bomenge, Lokutu/Mwingi, Mobango/Itimbiri et Turumbu), trois chefferies (Yaliwasa, Yamandundu et Wahanga) et deux cités extra-coutumières (Basoko, chef-lieu du territoire; Bandu).

## Tourisme
Comme sites touristiques, Basoko abrite :
- le mur anti-esclavagiste (ou vestige dudit mur et du 1er camp militaire belge au Congo contre les esclavagistes)
- les rapides de lohale;et celles de Matale;
- la mythique grotte non encore explorée de Bunga;
- l'église Ste Marie (100 ans en 2001);
- la tombe du Rév. pasteur Protestant Greenfell; etc

Actuel administrateur de territoire : Jean Bosonkela
Union pour le Développement de Basoko : association servant de plate-forme à toutes les autres associations de BSK et visant tant l'unité des Basoko que leur promotion économique, sociale et culturelle.

## Localité
La localité Basoko, fut fondée en 1890 par l'État indépendant du Congo, et servit notamment de base pour l'expédition sur le Lomami commandée par Louis Napoléon Chaltin au printemps 1893 lors des campagnes de l'État indépendant du Congo contre les Arabo-Swahilis.
La localité est située en rive droite du fleuve Congo à mi-chemin entre Lisala et Kisangani, et est aussi le lieu où la rivière Aruwimi se jette dans le fleuve. La rivière est navigable jusque Yambuya.